# Prumnopitys ferruginoides
Prumnopitys ferruginoides — вид хвойних рослин родини Подокарпових.
Видовий епітет вказує на схожість з Prumnopitys ferruginea.

## Опис
Це кущ або дерево до 20 м у висоту і 40 см діаметром; крона спершу конічна, пізніше відкрита і циліндрична з короткими висхідними гілками. Кора тонка, від жовто- до червоно-коричневого кольору після вивітрювання темно-сіра, лущиться на малі луски. Листя, пряме, 9-15 мм (30 мм у неповнолітніх рослин) × 2-3,5 мм, вершини тупі у дорослих листків, загострене у неповнолітніх. Пилкові шишки поодинокі, ростуть в пазухах листків, 3-4 × 1,5 мм. Шишки 10-15 × 6-10 мм. Насіння червоне при дозріванні.

## Поширення, екологія
Країни поширення: Нова Каледонія. Росте у вологих щільних дощових лісах часто з Retrophyllum comptonii. Записаний від 700 до 1400 м над рівнем моря.

## Загрози та охорона
Ніяких конкретних загроз виявлено не було для цього виду. Зміни, пов'язані зі зміною клімату можуть стати проблемою. Зустрічається в ряді природоохоронних територій, таких як Mont Panie and Montagne des Sources.